# Jean Chalgrin

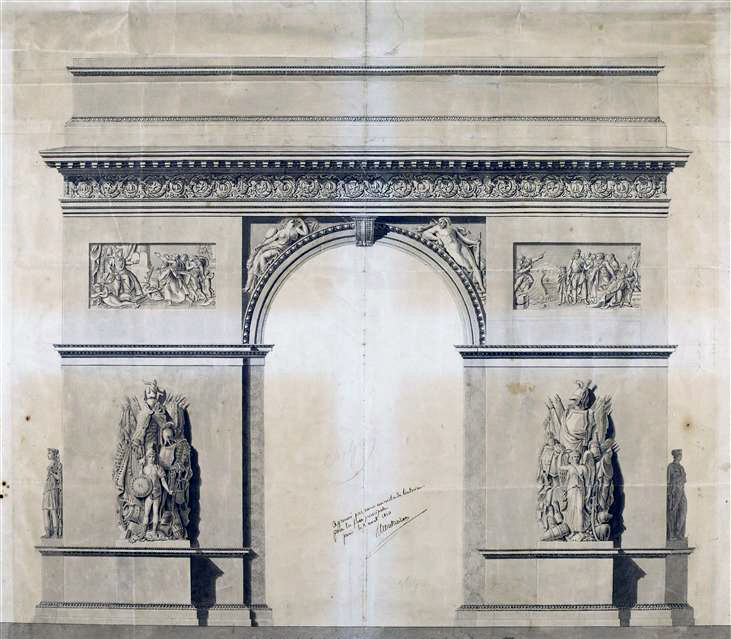
Dibujo de Chalgrin del Arco del Triunfo (1806)

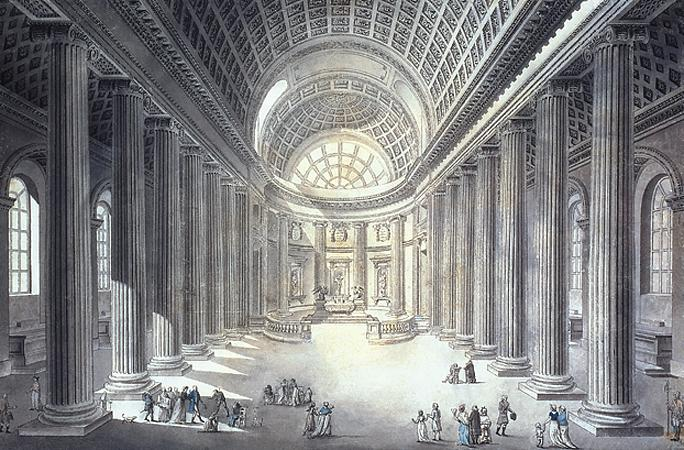
Interior de la iglesia de Saint-Philippe-du-Roule

Jean-François-Thérèse Chalgrin (1739 – 21 de enero de 1811) fue un arquitecto francés, célebre por diseñar el Arco del Triunfo, París

## Biografía
Su orientación neoclásica fue establecida de sus estudios iniciales con el profeta de neoclasicismo Giovanni Niccolò Servandoni y con el clasicista radical Étienne-Louis Boullée en París y a través de su estancia gracias al Prix de Roma (noviembre de 1759 – mayo de 1763) como pensionado en la Academia Francesa en Roma. Su estadía romana coincidió con un nuevo interés ferviente en el clasicismo entre los jóvenes franceses pensionados, bajo las influencias de Piranesi y de las publicaciones de Winckelmann.
Al regresar a París, se le dio rápidamente un cargo como inspector de trabajos públicos para la ciudad de París, bajo el arquitecto Pierre-Louis Moreau-Desproux, cuya propia estadía en la Academia francesa en Roma le había predispuesto hacia el nuevo estilo. En este puesto oficial supervisó la construcción del Hotel Saint-Florentin de Ange-Jacques Gabriel en la rue Saint-Florentin, donde Chalgrin fue capaz de diseñar la entrada neoclásica del cour d'honneur.
En 1764 (Eriksen, 1974)  presentó sus planes neoclásicos intransigentes para la iglesia de St. Philippe-du-Roule (ilustración; construido entre 1774 y 1784); su colosal orden jónico de columnas, que separaban la nave con bóveda de cañón de las naves laterales más bajas, fue llevado hasta el ábside sin interrupción. En esta iglesia, construida de 1772 a 1784, reviva una planta basilical que no había sido característica de la arquitectura eclesiástica francesa desde el siglo XVI.
En 1775  fue nombrado primer arquitecto de Luis XVIII, hermano de Luis XVI;  diseñó el pabellón del conde de Provenza en Versalles. En 1779 fue nombrado capataz de los proyectos de edificio de otro hermano del rey, de Carlos X.
En 1777 remodeló parcialmente el interior de la iglesia de Saint-Sulpice, que tenía una fachada exhaustivamente neoclásica diseñada por el anterior maestro de Chalgrin, Servandoni cuarenta años antes. También diseñó el buffet para el gran órgano.
Después de la Revolución francesa Chalgrin amplió el Collège de France e hizo modificaciones en el Palacio de Luxemburgo para adaptarlo a su nuevo uso como sede del Directorio.
El Arco del Triunfo fue encargado por Napoleón para conmemorar los ejércitos victoriosos del Imperio. El proyecto estaba en marcha cuando Chalgrin murió, y  fue completado por Jean-Nicolas Huyot.
Chalgrin estuvo casado con Émilie, hija del pintor Joseph Vernet, y tuvieron un único hijo.

## Trabajos importantes
- 1767-1769: Hôtel Santo-Florentin (más tarde Hôtel de Langeac, que sirvió de domicilio de Thomas Jefferson, 1785–89, luego el Hôtel Talleyrand-Périgord), para el conde de Santo-Florentin (París, 2 rue Santo-Florentin); derribado en 1842;[5]
- 1767-1770: Hôtel de Mademoiselle de Luzy (París, rue Férou);
- 1774-1780: Adiciones al Collège de Francia (París, rue des Écoles);
- ?-1775: Construcción de Claude Nicolas Ledoux diseños para habitaciones en Versalles para Madame du Barry y la condesa de Provenza;
- 1777-1780: Restauración de la fachada y reconstrucción de la torre del norte de Iglesia de Saint-Sulpice (París);
- ?-1778: "Rendez-vous de chasse de la Faisanderie" para el conde de Provenza (Étiolles, departamento de Essonne),
- ?-1778: capilla del Espíritu Santo (París, rue Lhomond);
- 1780: Ancienne Laiterie de Madame Versalles, 2 rue Vauban;
- ????-1780: pabellón de Música para el comtesse de  Provence (Versalles, 111 avenida de París);
- 1774-1784: Iglesia de Saint-Philippe-du-Roule (París);
- Acabó 1785: Pabellón y jardin à l'anglaise en el parque Balbi (Versalles, destruido en 1798);
- 1799-1805: Trabajos en el palacio del Luxemburgo, la escalera magnífica y el "Salon des Messagers d'État" (París);
- 1806-1811: completado después de que Chalgrin  muriese en 1836: Arc de Triomphe, Sitio de l'Étoile (París);
- ?-1807: Restauración del Théâtre de l'Odéon, París (incendiado en 1818);

## Lectura próxima
- Louis Hautcoeur, Histore de l'arquitectura classique en Francia, vol. IV segundo moitié du XVIIIe siècle (París) 1952. pp 212-19.
- Michel Gallet, Demeures parisiennes, époque Louis XVI (París) 1964. p. 177.

- Datos: Q525487
- Multimedia: Jean-François-Thérèse Chalgrin / Q525487